# Thelephorales
Thelephorales, red gljiva iz razreda Agaricomycetes, koljeno Basidiomycota. Obuhvaća dvije porodice, Bankeraceae i Thelephoraceae i rodove Bubacia i Thelephorella.
Porodica Bankeraceae obuhvaća rodove Bankera, Boletopsis, Corneroporus, Hydnellum, Phellodon i Sarcodon; porodica Thelephoraceae: Amaurodon, Botryobasidium, Entolomina, Gymnoderma, Hypochnus, Lenzitopsis, Parahaplotrichum, Phanerodontia, Phaneroites, Pleurobasidium, Polyozellus, Pseudotomentella, Skepperia, Thelephora, Tomentella, Tomentellastrum, Tomentellopsis.
Jestive vrste među njima su Sarcodon imbricatus (komercijalno u Kini) i Polyozellus multiplex koja se sakuplja za prodaju u Sjevernoj Americi. Neke vrste gljiva iz ovog reda koriste se i za bojanje vune, to su Hydnellum caeruleum u Sjevernoj Americi, Sarcodon squamosus u Skandinaviji, i Thelephora palmata u Škotskoj.